# 普罗托醇
普罗托醇（英語：或Ventaire）是一种含氮有机化合物，化学式为C18H21NO5，能作为β-肾上腺素受体的激动剂，可用作支气管扩张药。